# Château de Beersel
Le château de Beersel est un château situé à Beersel, au sud de Bruxelles. Il est construit entre 1300 et 1310 et fait partie d’une série de forteresses défensives entourant Bruxelles.
Avec les châteaux de Bouillon, de Corroy, de Gand, de Horst, de Lavaux et de Vêves, il constitue un des plus beaux châteaux médiévaux de Belgique.[réf. nécessaire]

## Histoire
C'est pour protéger les frontières du duché de Brabant contre le comté de Hainaut que le château fut construit au début du XIVe siècle. La seigneurie de Beersel appartint à diverses familles brabançonnes. Le premier seigneur connu de Beersel fut Godefroid de Hellebeke, sénéchal de Brabant, qui bâtit le château entre 1300 et 1310. De la fin du XIVe au XVIe siècle, le château fut entre les mains de la famille de Wittem. En 1356, au cours de la guerre de succession de Brabant, il fut incendié par les troupes du comte de Flandre, Louis de Male. À la fin du XVe siècle, Henri III de Wittem qui soutenait Maximilien d'Autriche dans le conflit qui l'opposait aux villes des Pays-Bas bourguignons, s'attira la colère des habitants de Bruxelles, qui vinrent mettre le siège devant la forteresse en 1488. Repoussés, ils revinrent l'année suivante et se rendirent maîtres du château, après y avoir ouvert une brèche. La rébellion ayant finalement été matée, Maximilien obligea les Bruxellois à indemniser le seigneur de Wittem, dont le château fut restauré entre 1491 et 1508. Après l'extinction de la lignée de Wittem, le château finit par passer entre les mains de la famille d'Arenberg, qui le négligea complètement. En 1818, le château fut même brièvement loué à une manufacture de coton. Victor Hugo consacra quelques vers à l'édifice délaissé :

« Il gît là dans le val, le manoir solitaire.

Le moindre bruit s'est tu sous ses mornes arceaux.

Et chaque heure du jour voit tomber une pierre

de ses sombres créneaux.

Le corbeau s'est logé dans ses antiques salles.

La chouette y redit sa plainte tous les soirs

Et le brin d'herbe entre les froides dalles

de ses vastes couloirs. »

En 1849, Marie d'Arenberg épouse Charles de Merode. En 1928, le comte Guillaume Hemricourt de Grunne et son épouse Henriette de Grunne, née Merode, offrirent le château à la Ligue des amis du château de Beersel, qui entreprit de la restaurer. Les travaux débutèrent le 10 mars 1928. En 1948, le château devint la propriété de l'Association des demeures historiques de Belgique .
Fin des années 1940, Jean-Pierre Rey, alors jeune comédien et régisseur au Vaudeville puis au Parc, rêve de monter un spectacle dans la cour du château de Beersel. Avec le soutien d'Aimé Declercq, directeur du Théâtre des Galeries, il crée une troupe et monte quelques pièces écrites spécialement pour le lieu (Yolande de Beersel, Le prisonnier de Beersel...) et Shakespeare (Hamlet, Roméo et Juliette…). Le succès dépasse l'imagination[réf. nécessaire]. En 1999, l'Association royale des demeures historiques de Belgique signe un bail emphytéotique avec la commune de Beersel, qui devint responsable[réf. nécessaire]. En 2007 est lancée une importante campagne de restauration de l'édifice.

## Architecture

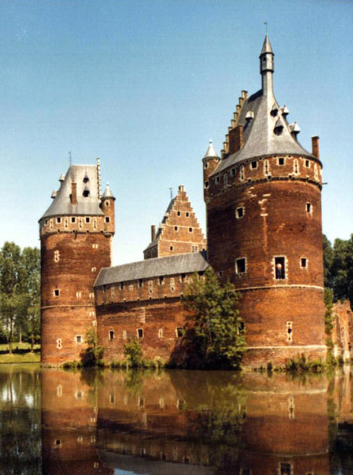
Château de Beersel.

Entouré de douves, le château est construit en briques, ce qui est rare pour l’époque. Seuls les soubassements, les angles des murs, les encadrements de fenêtres et de meurtrières sont en grès lédien et pierre d'Écaussines. Il présente une forme elliptique. On y accède par un pont de bois enjambant les douves. La porte est équipée d'un pont-levis reconstitué dont le mécanisme est en état de fonctionnement. Dépourvu de donjon, l'édifice comporte trois tours semi-circulaires, dont le toit était plat à l'origine. À une époque que la plupart des auteurs situent au XVIIe siècle, elles ont été munies de toits pointus s'appuyant sur des pignons à gradins.
Dans un des chemins de ronde se trouvent deux oubliettes verticales.

## Bande dessinée
Charles Dierick, membre des Studios Hergé, cherche parmi la documentation d'Hergé un château évoquant celui de L'Île Noire, septième album des Aventures de Tintin. Trois d'entre eux servent très probablement de modèle pour l'intrigue. Il s'agit d'après une gravure ancienne du château de Warwick, toujours selon une gravure ancienne et un cliché du château d'Arundel et pour l'intérieur du château de Beersel. 
L'action d'un des albums de la série Bob et Bobette de Willy Vandersteen, Le Trésor de Beersel, se déroule en grande partie dans le château.

## Cinéma
- Un épisode de la mini-série Les Galapiats réalisée par Pierre Gaspard-Huit en 1969 fut en partie tourné dans ce château.

## Galerie

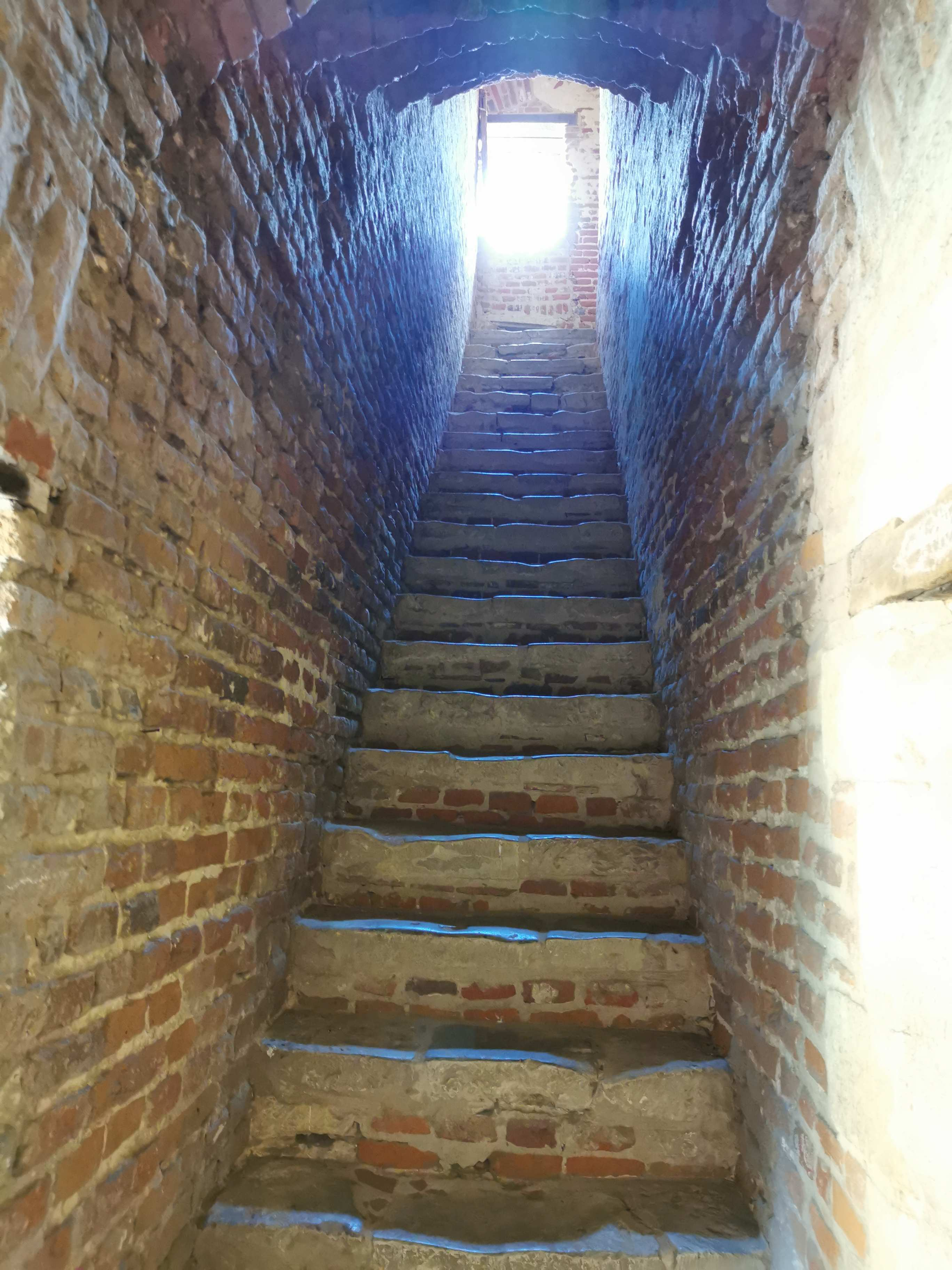
Un escalier dans une tour
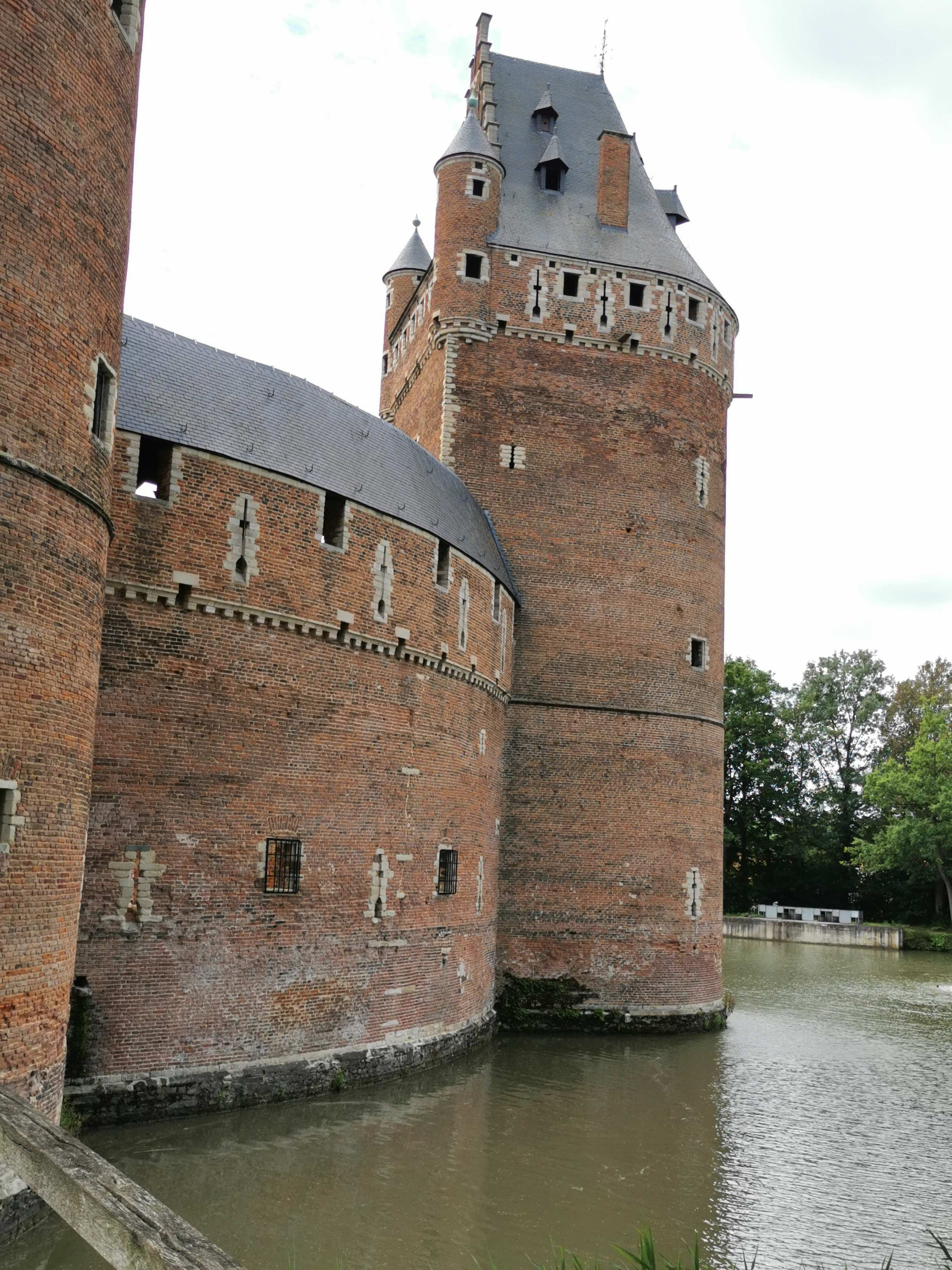
Vue des douves depuis le pont-levis
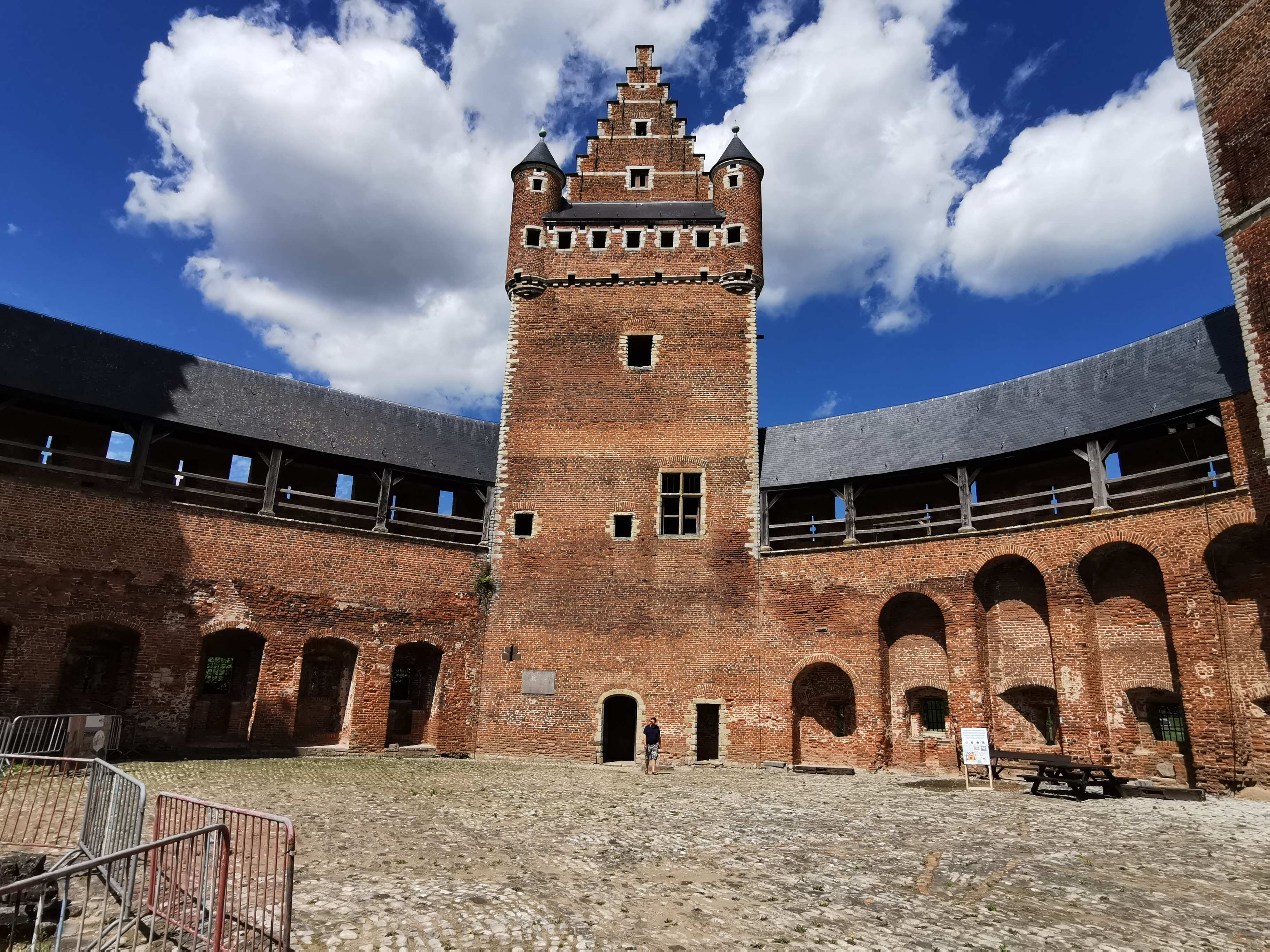
Une vue de la cour intérieure
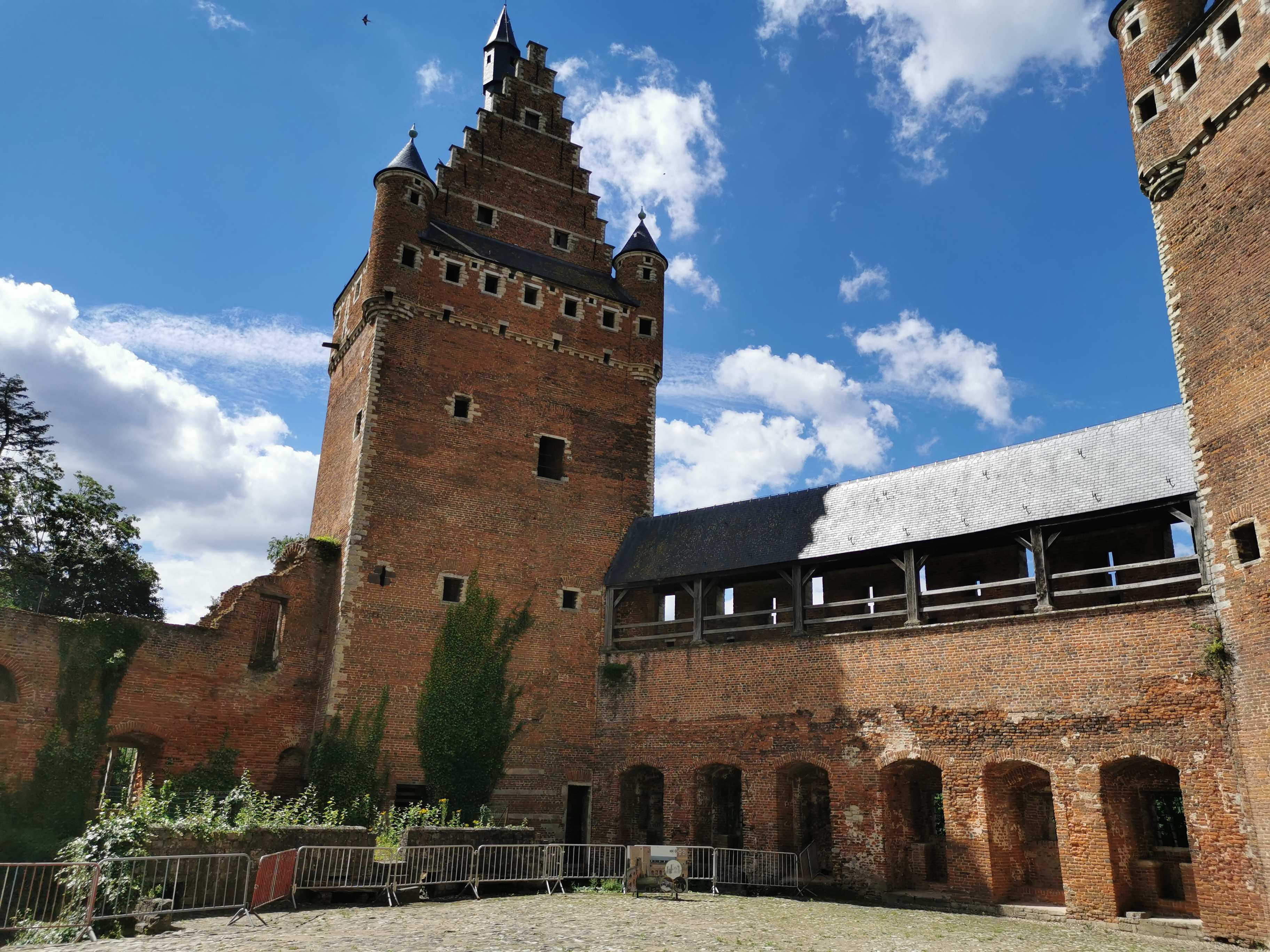
Une vue de la cour intérieure

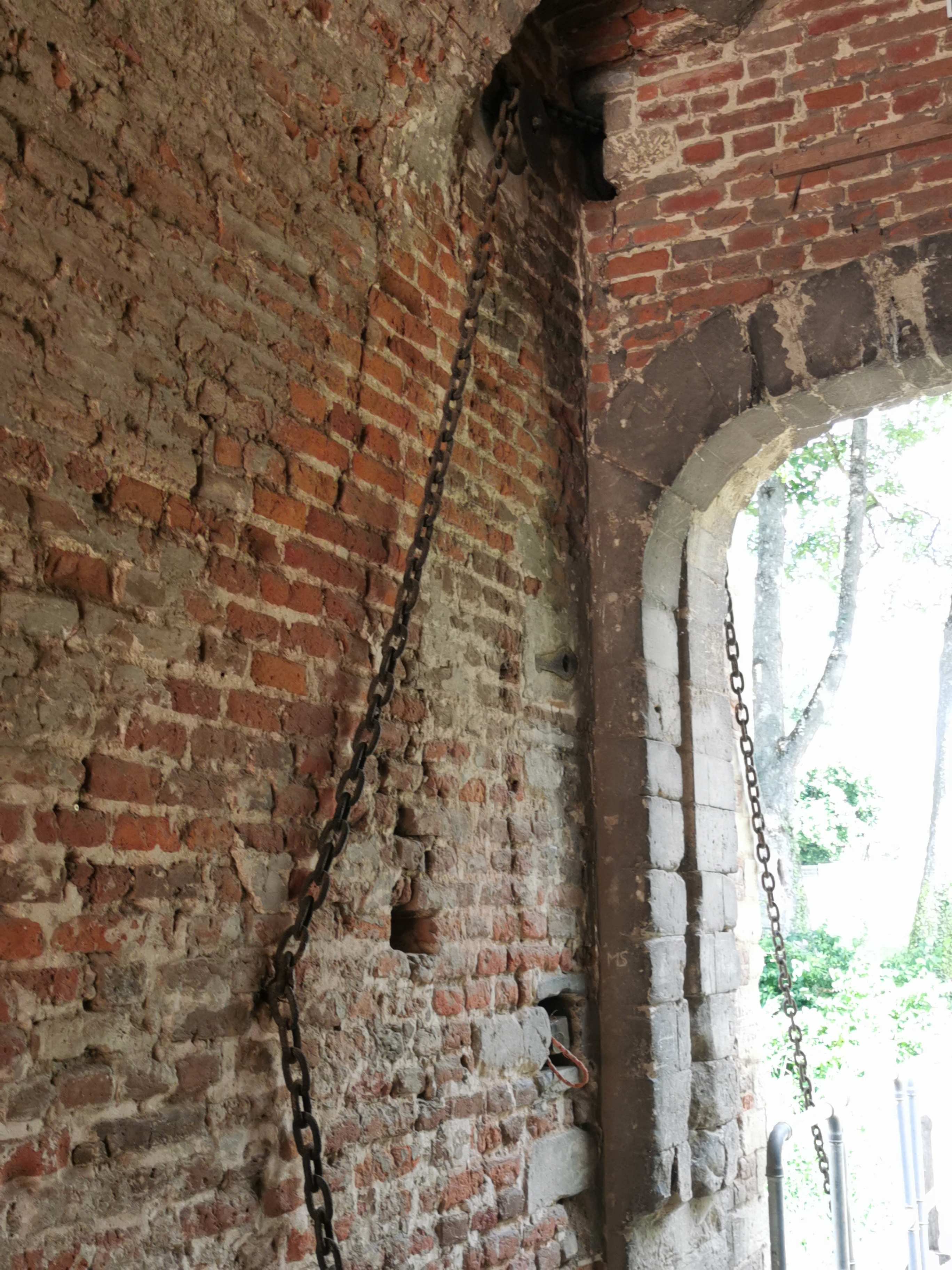
Chaîne du pont-levis
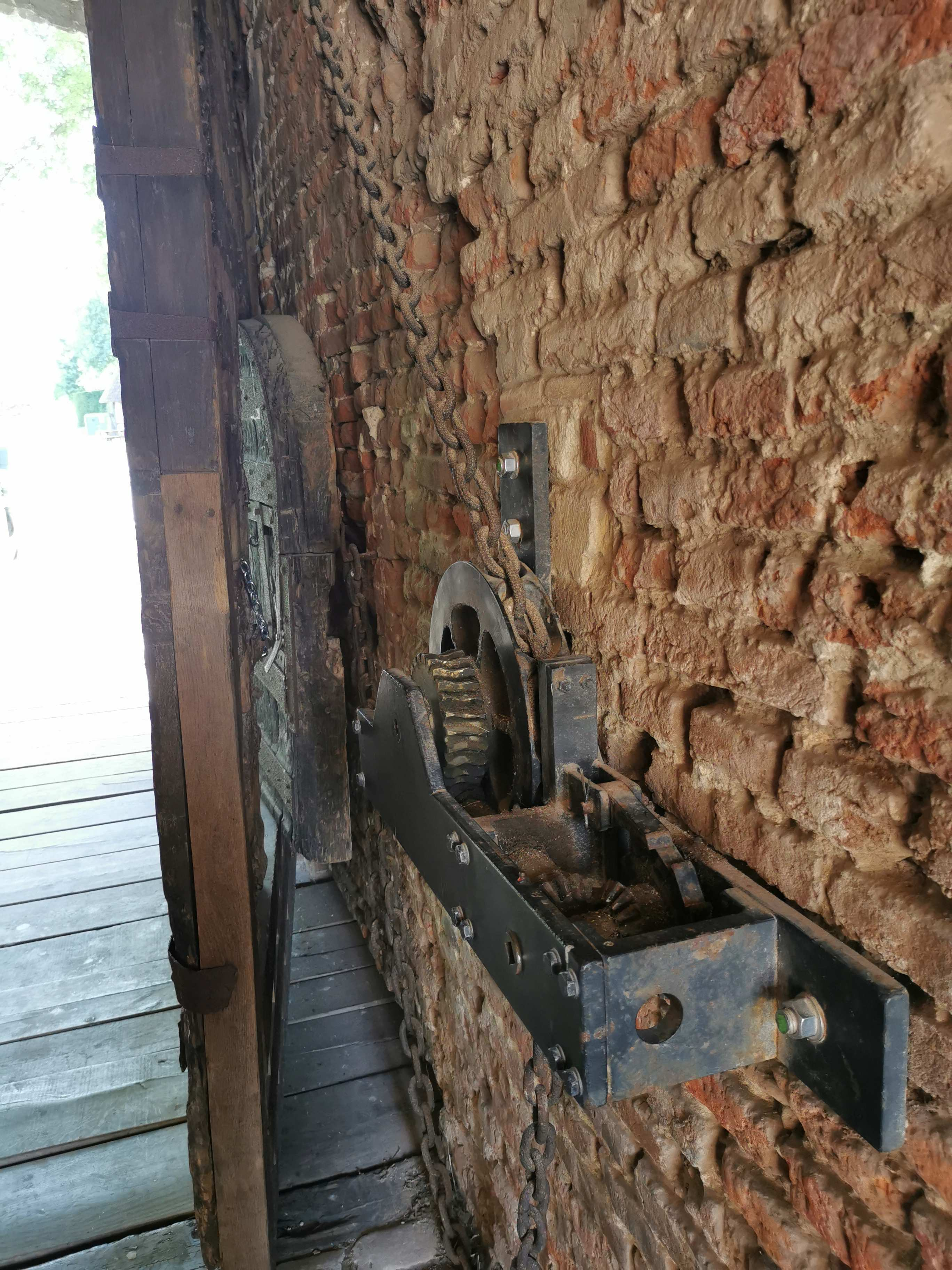
Mécanisme du pont-levis
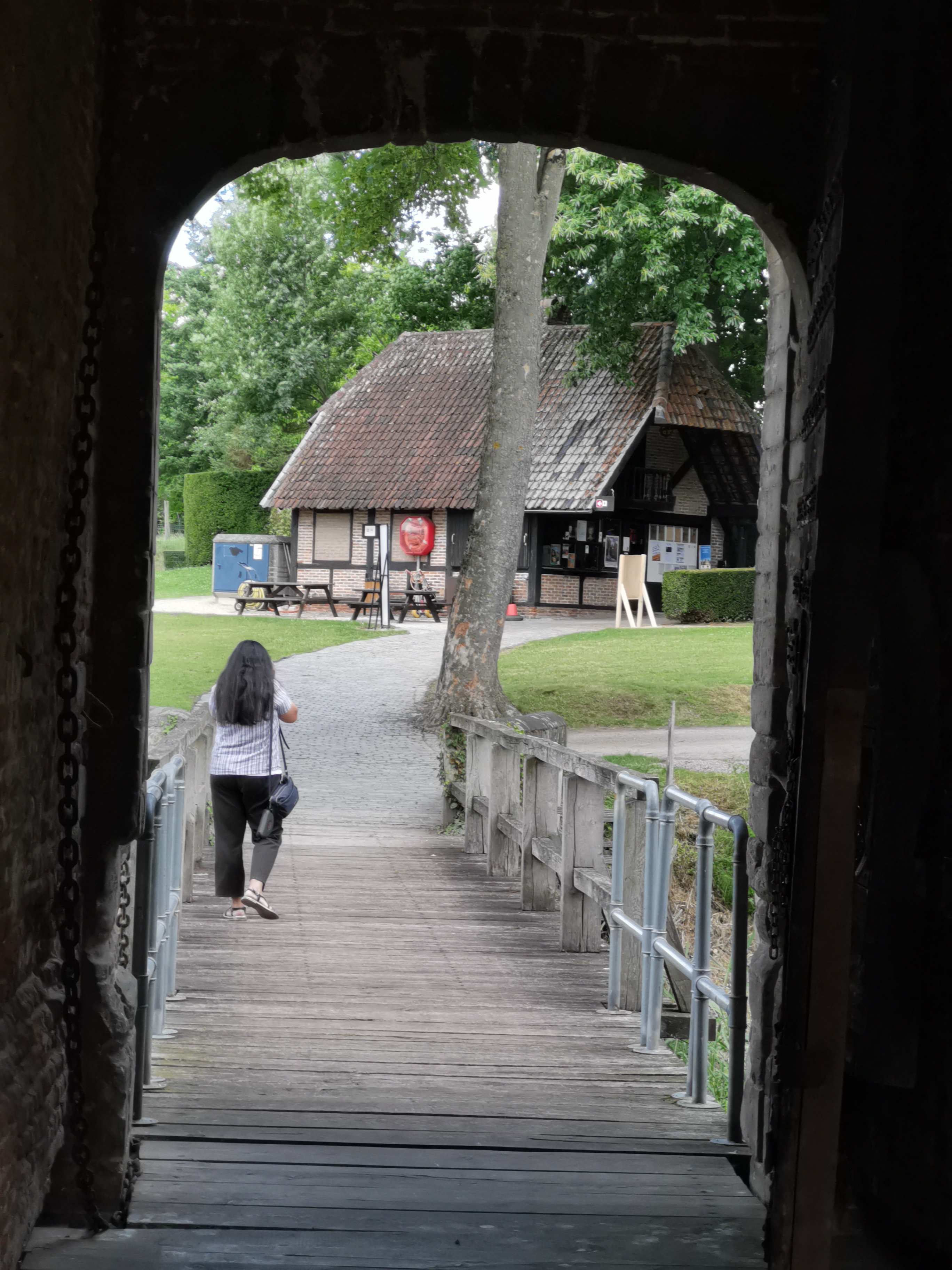
Le pont-levis est rabattu et joint la passerelle
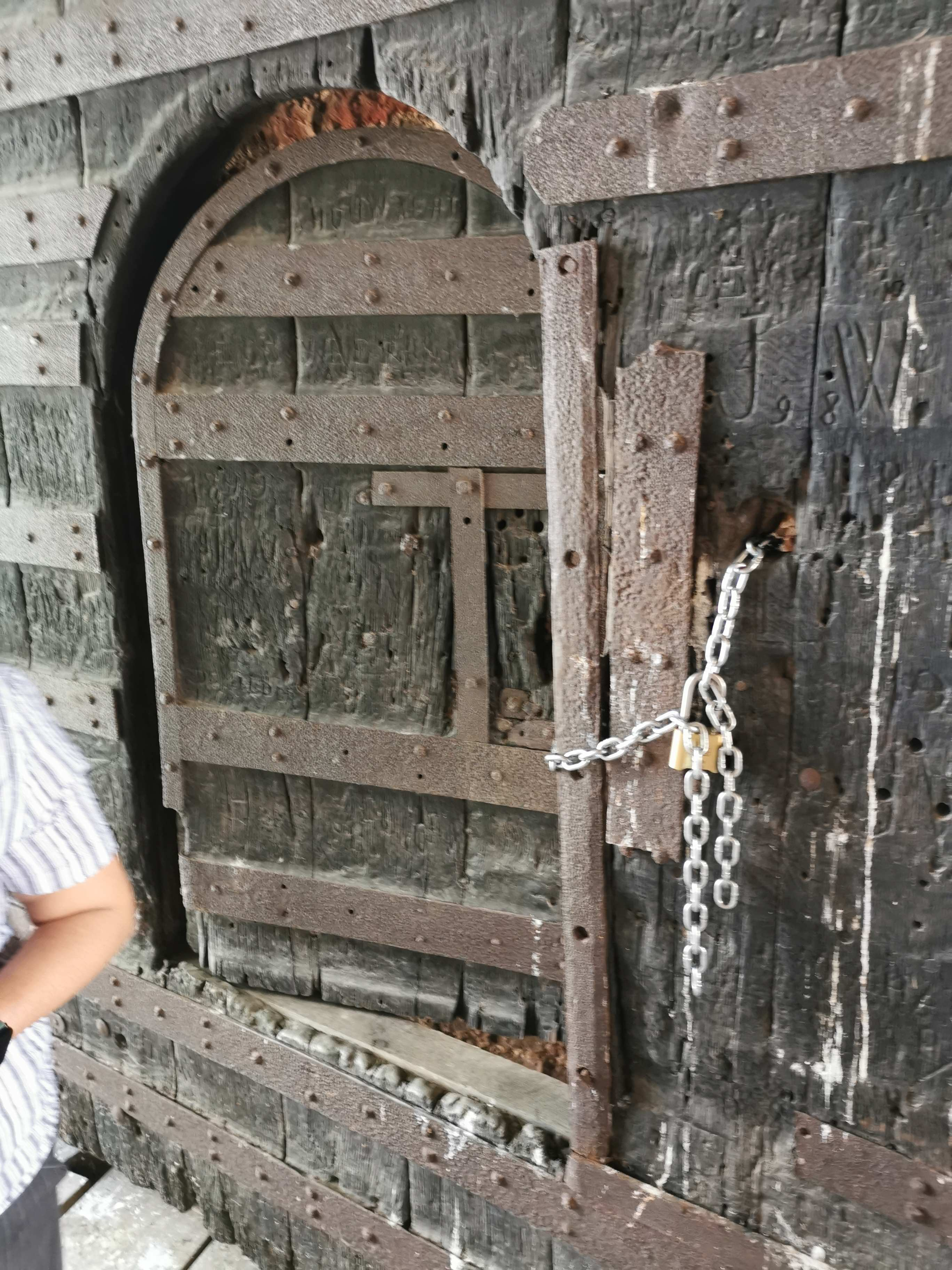
La porte d'entrée avec une porte pour piétons.
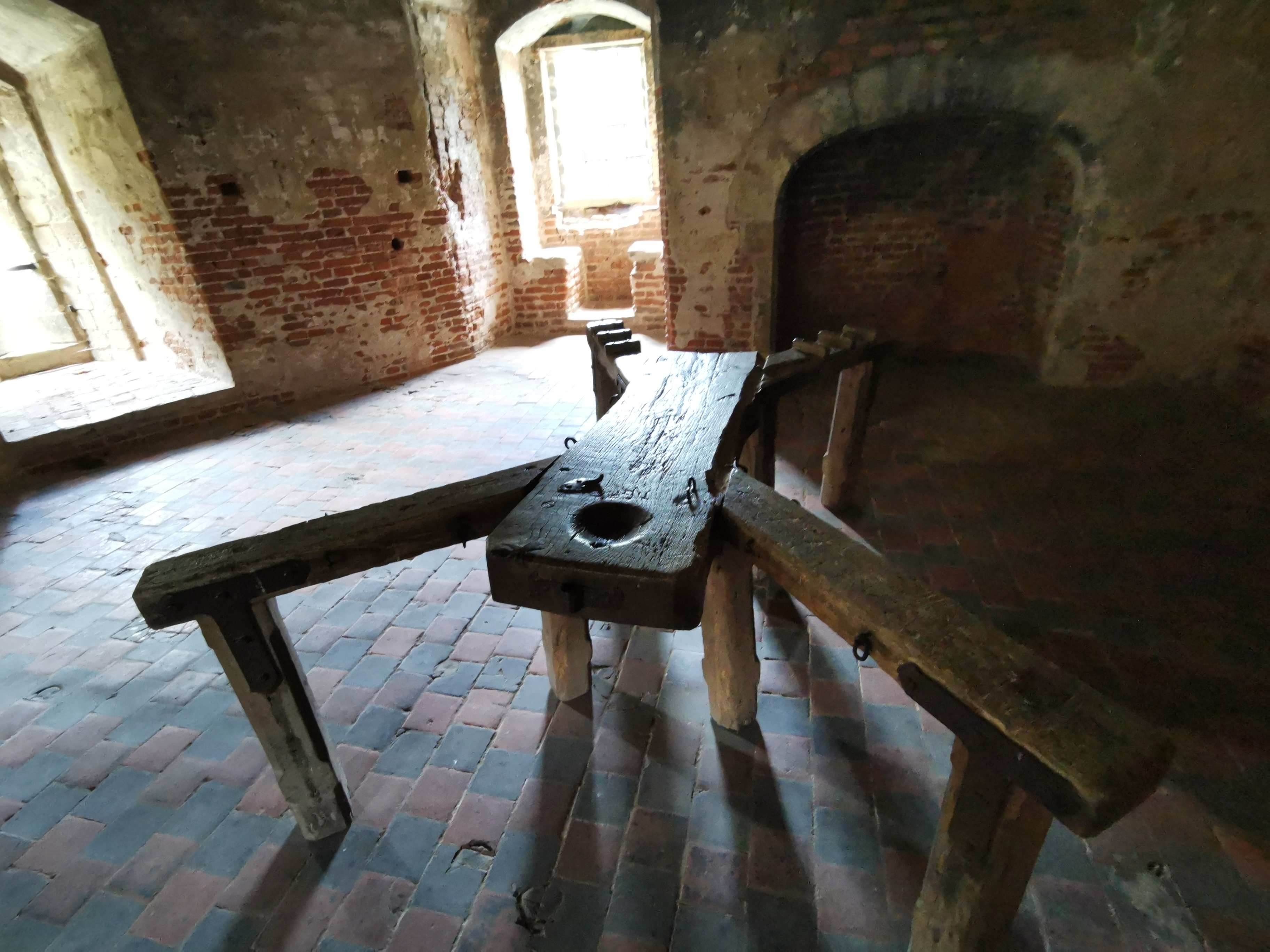
Table de torture exposée dans la cuisine du Château de Beersel.

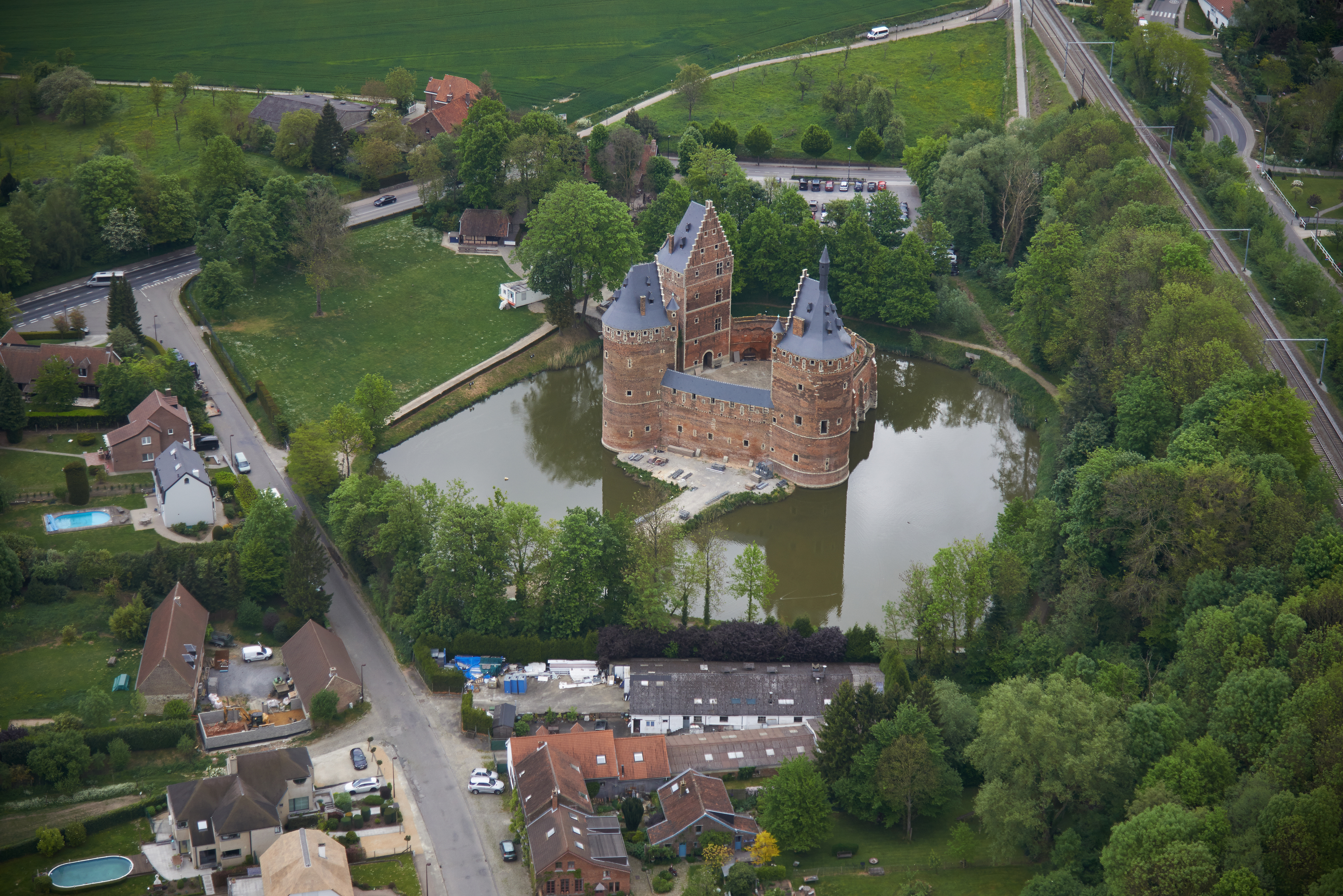
Une belle vue aérienne.
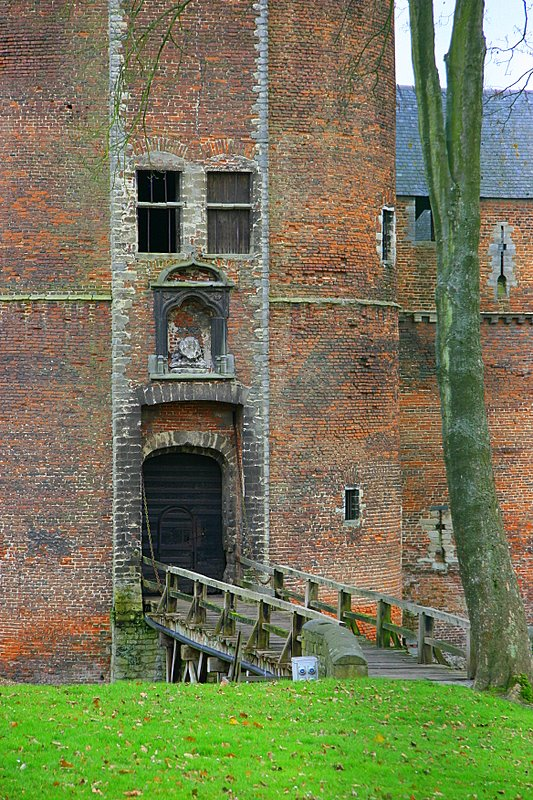
La porte d'entrée fermée et le pont-levis abaissé sur la passerelle
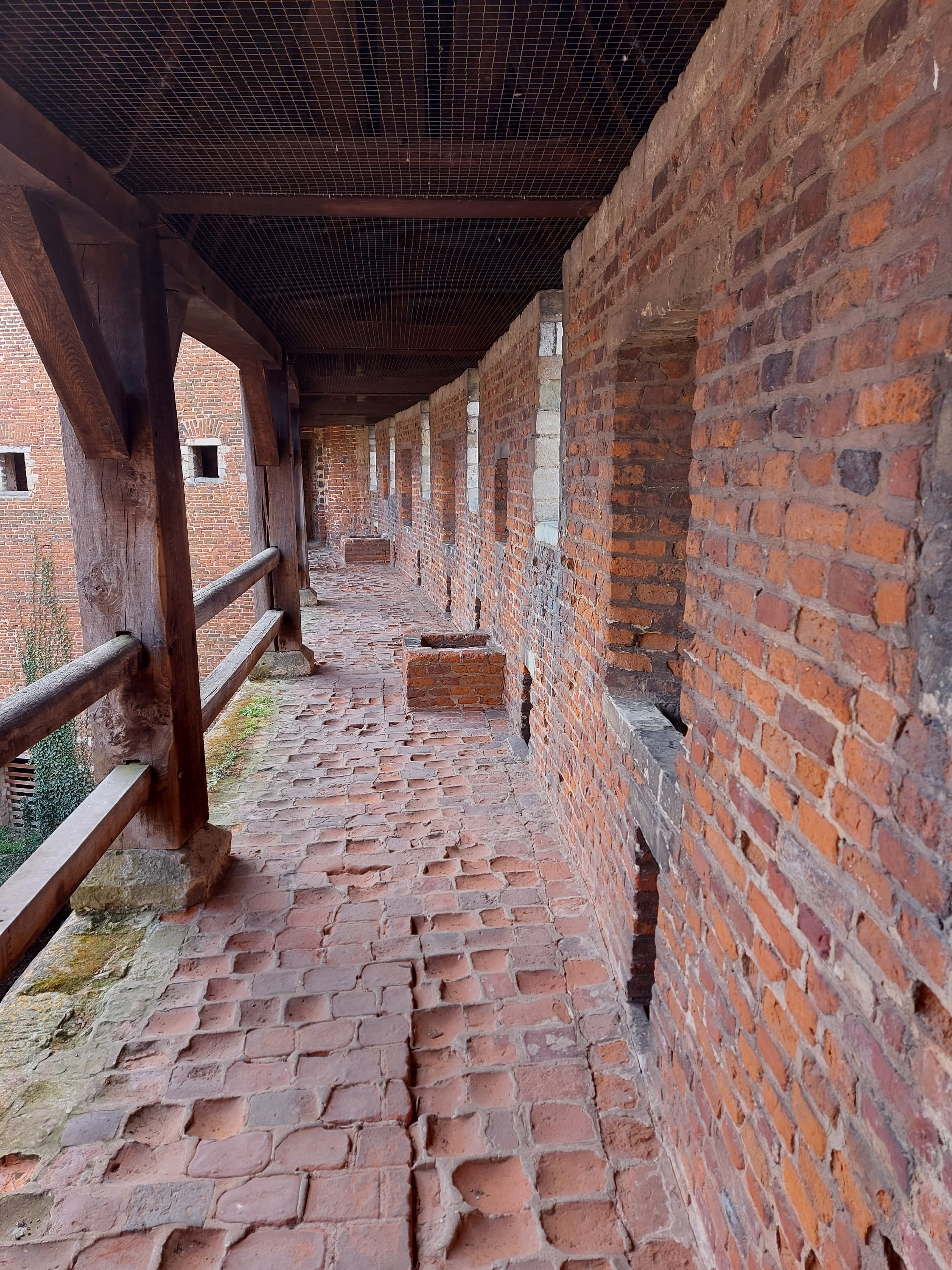
Deux oubliettes verticales dans ce chemin de ronde.
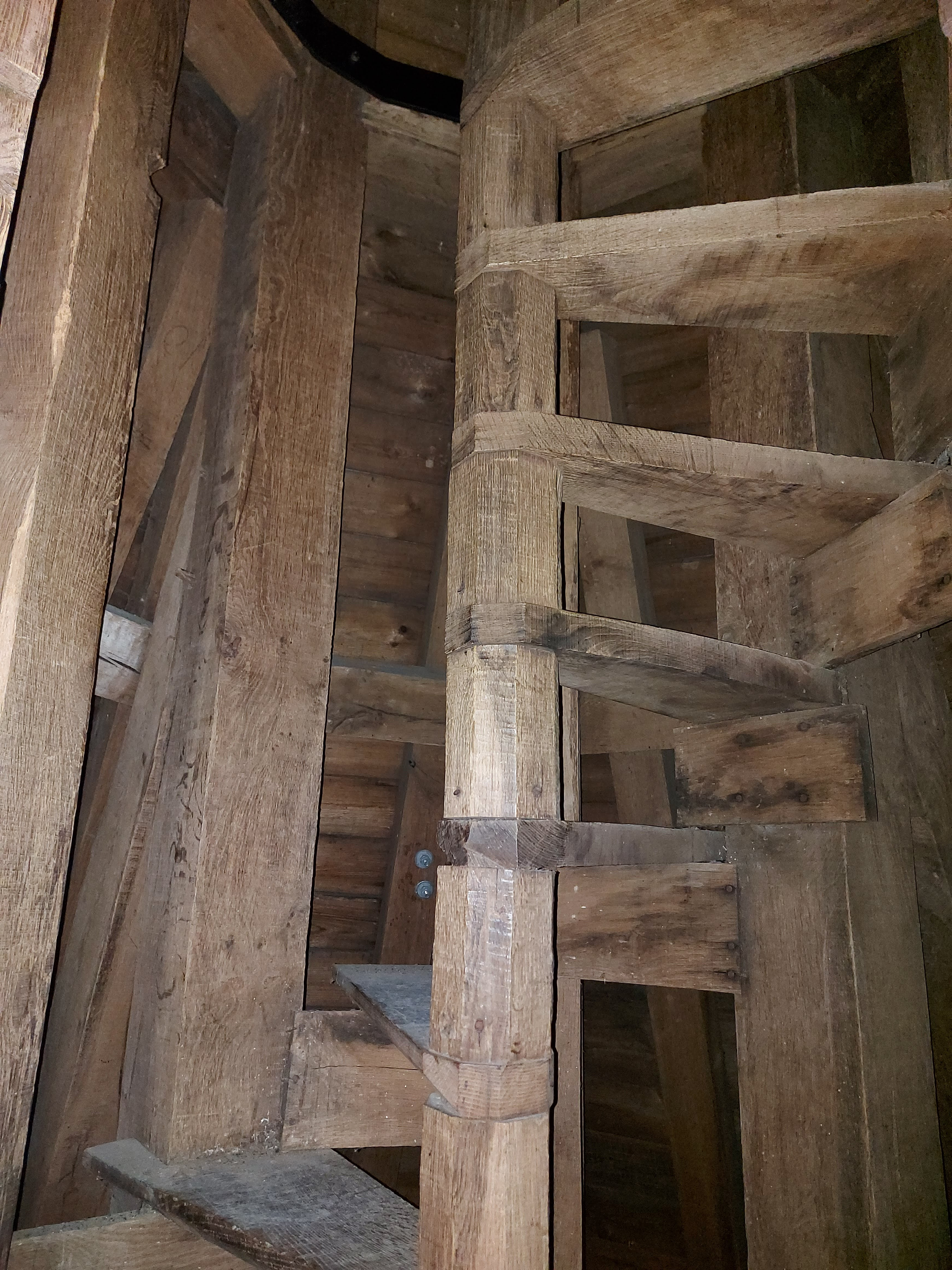
Un bel escalier en colimaçon